# Bahnstrecke Rēzekne–Zilupe
| ChME3-5206 im Bahnhof Rēzekne II |                          |                                |                                |
| Streckennummer: | 08                       |                                |                                |
| Streckenlänge: | 55 km                    |                                |                                |
| Spurweite: | 1520 mm (Russische Spur) |                                |                                |
| Streckengeschwindigkeit: | 120 km/h                 |                                |                                |
| |                          |                                |                                |
| \| \| \| von Riga \| \| \| \| \| \| \| \| \| \| von Daugavpils und Kārsava \| \| \| \| \| \| \| \| \| 0 \| Rēzekne II \| Rēzekne II \| \| \| 7 \| Taudejāņi \| Taudejāņi \| \| \| 12 \| Cirma \| Cirma \| \| \| 24 \| Ludza \| Ludza \| \| \| 33 \| Istalsna \| Istalsna \| \| \| 44 \| Nerza \| Nerza \| \| \| 50 \| Briģi \| Briģi \| \| \| 55 \| Zilupe \| Zilupe \| \| \| 59 \| Staatsgrenze Lettland-Russland \| Staatsgrenze Lettland-Russland \| \| \| \| \| \| \| \| \| Sebesch (Себеж) \| \| \| \| \| \| \| \| \| \| von Sankt Petersburg \| \| \| \| \| Nowosokolniki (Новосокольники) \| \| \| \| \| \| \| \| \| \| nach Kiew und Minsk \| \| \| \| \| nach Moskau \| \| |                          |                                |                                |
| Strecke |                          | von Riga                       | von Riga                       |
| Strecke von links · Abzweig geradeaus und nach rechts |                          |                                |                                |
| Abzweig quer, nach rechts und von rechts · Kreuzung geradeaus oben · Abzweig quer und von links |                          | von Daugavpils und Kārsava     | von Daugavpils und Kārsava     |
| Strecke nach links · Abzweig geradeaus, von links und von rechts · Strecke nach rechts |                          |                                |                                |
| Bahnhof | 0                        | Rēzekne II                     | Rēzekne II                     |
| Bahnhof | 7                        | Taudejāņi                      | Taudejāņi                      |
| Bahnhof | 12                       | Cirma                          | Cirma                          |
| Bahnhof | 24                       | Ludza                          | Ludza                          |
| Bahnhof | 33                       | Istalsna                       | Istalsna                       |
| Bahnhof | 44                       | Nerza                          | Nerza                          |
| Haltepunkt / Haltestelle | 50                       | Briģi                          | Briģi                          |
| Bahnhof | 55                       | Zilupe                         | Zilupe                         |
| Grenze | 59                       | Staatsgrenze Lettland-Russland | Staatsgrenze Lettland-Russland |
| |                          |                                |                                |
| Bahnhof |                          | Sebesch (Себеж)                | Sebesch (Себеж)                |
| |                          |                                |                                |
| Abzweig geradeaus und von links · Strecke quer |                          | von Sankt Petersburg           | von Sankt Petersburg           |
| Bahnhof |                          | Nowosokolniki (Новосокольники) | Nowosokolniki (Новосокольники) |
| Abzweig geradeaus und nach links · Strecke von rechts |                          |                                |                                |
| Strecke quer · Kreuzung geradeaus unten · Strecke nach rechts |                          | nach Kiew und Minsk            | nach Kiew und Minsk            |
| Strecke |                          | nach Moskau                    | nach Moskau                    |

Die Bahnstrecke Rēzekne–Zilupe ist eine Bahnstrecke in Lettland und Russland. Sie hat die russische Spurbreite von 1520 mm, eine Länge von rund 55 km, ist einspurig ausgebaut und nicht elektrifiziert. Eigentümer und Betreiber der Strecke ist Latvijas dzelzceļš.

## Geschichte
Erbaut wurde die Strecke 1894 durch die Moskau-Windau-Rybinsk-Eisenbahn, die sie als Privatbahn bis zum Ende des Zarenreiches 1918 betrieb. Von 1918 bis 1940 gehörte sie zum Netz der damaligen lettischen Staatsbahn Latvijas Valsts Dzelzsceļi (LVD). Nach der zweiten Besetzung Lettlands durch die Sowjetunion 1944/1945 gehörte sie bis 1991 zum Netz der Sowjetischen Staatsbahn SŽD.
Nach der Wiederherstellung der lettischen Unabhängigkeit wurde der Bahnhof Zilupe, wie bereits von 1919 bis 1940, zum Grenzbahnhof zu Russland und die Strecke von der Latvijas dzelzceļš übernommen.

## Betrieb
Pro Tag und Richtung verkehrten 2013 zwei nationale Personenzüge von Riga über Rēzekne nach Zilupe und zurück. Die Fahrzeit von Rēzekne nach Zilupe betrug rund eine Stunde. Freitags bis montags, sowie am Mittwoch, verließ Zug 608P Rēzekne um 13:54 Uhr und erreicht Zilupe um 14:56 Uhr. Dienstags und donnerstags verließ Zug 608P Rēzekne schon um 11:43 Uhr und erreicht Zilupe um 12:45 Uhr. Der zweite Zug, welche auf dieser Strecke fuhr, verkehrte jeden Tag zur gleichen Zeit: Er verließ als Zug 616P Rēzekne um 20:41 Uhr und erreicht Zilupe um 21:43 Uhr. In der Gegenrichtung fuhr Zug 615P um 03:34 Uhr in Zilupe ab und erreichte Rēzekne um 04:38 Uhr.
Der zweite Zug verließ Zilupe um 15:20 Uhr und erreicht den Bahnhof Rēzekne um 16:24 Uhr. Alle Züge hielten unterwegs an allen Stationen. Von Riga nach Moskau verkehrte ein Nachtzug, welcher in Rēzekne und Zilupe anhielt. Daneben verkehrten 17 Güterzüge, 15 davon weiter über die Grenze nach Russland. (Stand April 2013)